# Green Bay Packers 1998
La stagione 1997 dei Green Bay Packers è stata la 78ª della franchigia nella National Football League. La stagione si concluse con un record di 11–5, con i Minnesota Vikings che conclusero la striscia di 25 vittorie consecutive in casa di Green Bay. La squadra chiuse al secondo posto della division dopo averla vinta per tre anni consecutivi. Nel primo turno di playoff i Packers persero per 30–27 contro i San Francisco 49ers con un passaggio da touchdown di Steve Young per Terrell Owens a tre secondi dal termine. Questa fu l’ultima stagione che la squadra si qualificò ai playoff fino al 2001. Fu anche l’ultima stagione per il capo-allenatore] Mike Holmgren e per il defensive end Reggie White.

## Roster
| Roster dei Green Bay Packers nel 1996 |
| --- |
| Quarterback - Brett Favre - Rick Mirer - Doug Pederson Running Back - Michael Blair - Raymont Harris - William Henderson FB - Darick Holmes - Travis Jervey - Jim Kitts FB - Dorsey Levens Wide Receiver - Corey Bradford - Robert Brooks - Antonio Freeman - Brian Manning - Derrick Mayes - Roell Preston - Bill Schroeder Tight End - Mark Chmura - Tyrone Davis - Scott Galbraith - Jeff Thomason Offensive Linemen - Joe Andruzzi T - Jeff Dellenbach C - Earl Dotson T - Mike Flanagan C - Marco Rivera G - Adam Timmerman G - Ross Verba T - Matt Willig T - Mike Wahle G - Frank Winters C Defensive Linemen - Jonathan Brown DE - Vonnie Holliday DE - Reggie White DE - Vaughn Booker DE - Gilbert Brown DT - Santana Dotson DT - Bob Kuberski DT - Billy Lyon DT Linebacker - Bernardo Harris OLB - Lamont Hollinquest OLB - George Koonce MLB - Jim Nelson MLB - Jude Waddy OLB - Brian Williams OLB - Keith McKenzie OLB Defensive Back - Roosevelt Blackmon CB - Juran Bolden CB - Craig Newsome CB - Rod Smith CB - Tyrone Williams CB - LeRoy Butler SS - Darren Sharper FS - Kerry Cooks CB - Scott McGarrahan FS - Mike Prior SS - Pat Terrell FS/SS Special Team - Ryan Longwell K - Sean Landeta P - Rob Davis LS Lista delle riserve - Antonio London OLB (IR) - John Michels OT (IR) - Roderick Mullen CB (IR) - Edwin Watson FB (IR) Squadra di allenamento - Matt Hasselbeck QB |
| Legenda - I rookie sono in corsivo. - Il primo ruolo è il principale mentre gli eventuali successivi indicano i ruoli secondari. - (IR) sta per Injured Reserve ed indica la lista ristretta per un solo giocatore infortunato che può tornare ad allenarsi dopo la settimana 6 e a rientrare in prima squadra dopo che questa ha giocato 8 partite. - (NF-Inj.) / (NF-Ill.) stanno rispettivamente per Non-Football Injured e Non-Football Illness ed indicano le liste dove viene inserito un giocatore che ha un infortunio o una malattia non dipendente dal football americano. - (PUP) sta per Physically Unable to Perform ed indica la lista dove viene inserito un giocatore mentre è in attesa di recuperare la condizione fisica. Nella stagione regolare dopo la sesta partita giocata dalla propria squadra, il giocatore ha tempo tre settimane per riprendere ad allenarsi, più tre settimane aggiuntive dal suo rientro agli allenamenti per rientrare in prima squadra. |

## Calendario
| Stagione regolare |                    |                         |                    |                    |                              |                    |
| Turno             | Data               | Avversario              | Risultato          | Record             | Stadio                       | Pubblico           |
| 1                 | 6 settembre        | Detroit Lions           | V 38–19            | 1–0                | Lambeau Field                | 60,102             |
| 2                 | 13 settembre       | Tampa Bay Buccaneers    | V 23–15            | 2–0                | Lambeau Field                | 60,124             |
| 3                 | 20 settembre       | at Cincinnati Bengals   | V 13–6             | 3–0                | Cinergy Field                | 56,346             |
| 4                 | 27 settembre       | at Carolina Panthers    | V 37–30            | 4–0                | Ericsson Stadium             | 69,723             |
| 5                 | 5 ottobre          | Minnesota Vikings       | S 24–37            | 4–1                | Lambeau Field                | 59,849             |
| 6                 | Settimana di pausa | Settimana di pausa      | Settimana di pausa | Settimana di pausa | Settimana di pausa           | Settimana di pausa |
| 7                 | 15 ottobre         | at Detroit Lions        | S 20–27            | 4–2                | Pontiac Silverdome           | 77,932             |
| 8                 | 25 ottobre         | Baltimore Ravens        | V 28–10            | 5–2                | Lambeau Field                | 59,860             |
| 9                 | 1 novembre         | San Francisco 49ers     | V 36–22            | 6–2                | Lambeau Field                | 59,794             |
| 10                | 9 novembre         | at Pittsburgh Steelers  | S 20–27            | 6–3                | Three Rivers Stadium         | 60,507             |
| 11                | 15 novembre        | at New York Giants      | V 37–3             | 7–3                | Giants Stadium               | 76,272             |
| 12                | 22 novembre        | at Minnesota Vikings    | S 14–28            | 7–4                | Hubert H. Humphrey Metrodome | 64,471             |
| 13                | 29 novembre        | Philadelphia Eagles     | V 24–16            | 8–4                | Lambeau Field                | 59,862             |
| 14                | 7 dicembre         | at Tampa Bay Buccaneers | S 22–24            | 8–5                | Raymond James Stadium        | 65,497             |
| 15                | 13 dicembre        | Chicago Bears           | V 26–20            | 9–5                | Lambeau Field                | 59,813             |
| 16                | 20 dicembre        | Tennessee Oilers        | V 30–22            | 10–5               | Lambeau Field                | 59,888             |
| 17                | 27 dicembre        | at Chicago Bears        | V 16–13            | 11–5               | Soldier Field                | 58,393             |

Note: gli avversari della propria division sono in grassetto.

### Playoff
| Playoff   |                |                         |           |        |                  |
| Turno     | Data           | Avversario (seed)       | Risultato | Record | Stadio           |
| Wild Card | 3 gennaio 1999 | San Francisco 49ers (4) | S 30-27   | 0-1    | Candlestick Park |

## Classifiche
| NFL Central           |    |    |   |      |     |     |     |
|                       | V  | S  | P | %    | PF  | PS  | STR |
| (1) Minnesota Vikings | 15 | 1  | 0 | .938 | 556 | 296 | V8  |
| (5) Green Bay Packers | 11 | 5  | 0 | .688 | 408 | 319 | V3  |
| Tampa Bay Buccaneers  | 8  | 8  | 0 | .500 | 314 | 295 | V1  |
| Detroit Lions         | 5  | 11 | 0 | .313 | 306 | 378 | S4  |
| Chicago Bears         | 4  | 12 | 0 | .250 | 276 | 368 | S1  |